# Jordan 195
El Jordan 195 fue el coche de Fórmula 1 con el que compitió el equipo Jordan en la temporada 1995 de Fórmula 1. El coche número 14 fue conducido por el brasileño Rubens Barrichello y el coche número 15 por el norirlandés Eddie Irvine.

## Descripción general

### Diseño
El 195 presentaba un morro bajo distintivo y pontones muy esculpidos, lo que le daba una apariencia muy suave.

### Motor
Cuando McLaren firmó un acuerdo a largo plazo para suministrar motores de Mercedes el año anterior, Jordan decidió cambiar los motores Hart por los de Peugeot. El motor en sí tenía poca potencia y era poco fiable en comparación con otros competidores.

## Historia
Logró el mejor resultado de Jordan en el Gran Premio de Canadá, cuando Barrichello e Irvine terminaron segundo y tercero respectivamente detrás del Ferrari de Jean Alesi. Sin embargo, el coche no fue consistentemente competitivo y sufrió numerosos problemas de confiabilidad, y el equipo terminó en sexto lugar en el Campeonato de Constructores.

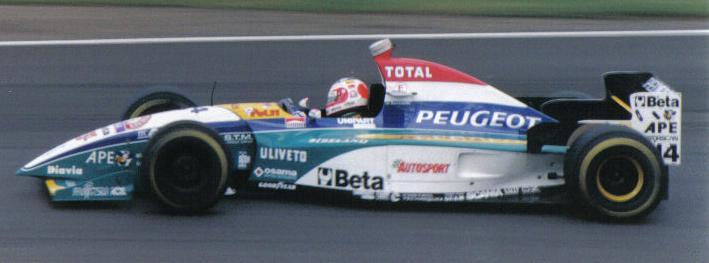
Rubens Barrichello conduciendo el 195 en el Gran Premio de Gran Bretaña de 1995.

## Livery
El 195 corrió con una mezcla de colores blanco, rojo, azul y amarillo hasta el Gran Premio de San Marino, cuando la mayor parte de los colores azules fueron reemplazados por aguamarina. Total fue el patrocinador principal del equipo durante la temporada. Al igual que otros equipos patrocinados por Marlboro, el logotipo fue reemplazado por un código de barras o un galón en los Grandes Premios, donde no se permitía la publicidad de cigarrillos.

## Resultados
(Clave) (negrita indica pole position) (cursiva indica vuelta rápida)

| Año     | Motor       | Neu. | N.º | Pilotos            | 1   | 2   | 3   | 4   | 5   | 6   | 7   | 8   | 9   | 10  | 11  | 12  | 13  | 14  | 15  | 16  | 17  | Puntos | Pos. |
| ------- | ----------- | ---- | --- | ------------------ | --- | --- | --- | --- | --- | --- | --- | --- | --- | --- | --- | --- | --- | --- | --- | --- | --- | ------ | ---- |
| 1995    | Peugeot V10 | G    |     |                    | BRA | ARG | SMR | ESP | MON | CAN | FRA | GBR | GER | HUN | BEL | ITA | POR | EUR | PAC | JPN | AUS | 21     | 6º   |
| 1995    | Peugeot V10 | G    | 14  | Rubens Barrichello | Ret | Ret | Ret | 7   | Ret | 2   | 6   | 11  | Ret | 7   | 6   | Ret | 11  | 4   | Ret | Ret | Ret | 21     | 6º   |
| 1995    | Peugeot V10 | G    | 15  | Eddie Irvine       | Ret | Ret | 8   | 5   | Ret | 3   | 9   | Ret | 9   | 13  | Ret | Ret | 10  | 6   | 11  | 4   | Ret | 21     | 6º   |
| Fuente: |             |      |     |                    |     |     |     |     |     |     |     |     |     |     |     |     |     |     |     |     |     |        |      |